# Slaapzak

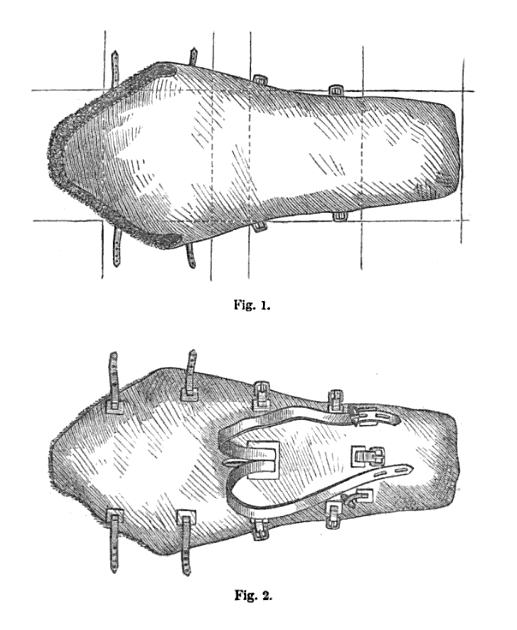
19e-eeuwse slaapzak, ontworpen door Francis Fox Tuckett

Een slaapzak wordt gevormd door een grote, doorstikte deken, die vaak door middel van een rits om het lichaam heen te sluiten is. In de dan gevormde zak kan men slapen, in plaats van onder een deken. De meeste slaapzakken zijn dan ook vaak minimaal 2 meter in lengte en 65 cm in diameter. Door de slaapzak op te rollen en in een compressiezak te doen, wordt de slaapzak verkleind, waardoor het vervoeren ervan vergemakkelijkt wordt.

## Geschiedenis

### Voorlopers
Het principe van een slaapzak is reeds eeuwenlang gekend. In poolgebieden maakte men zakken van rendierhuid en in woestijnen van kameelhaar. Vanaf wanneer het gebruik van slaapzakken breder werd toegepast, is onduidelijk. In zijn "The art of travel" uit 1855 beschreef Francis Galton het gebruik van vormen van slaapzakken onder meer in Frankrijk en Duitsland. Franse grenswachters in de Pyreneeën zouden sedert 25 jaar slaapzakken gebruiken van schapenhuid, met de wol naar binnen gekeerd. En boeren in Noord-Duitsland zouden linnen zakken gebruiken die ze opvulden met onder meer stro, hooi en droge bladeren.

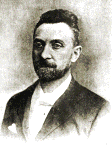
Pryce Pryce-Jones, de uitvinder van de eerste commerciële, moderne slaapzak.

### Moderne slaapzak
De eerste meer moderne slaapzak met kunststof werd in 1861 ontworpen en getest door Francis Fox Tuckett, een bergbeklimmer: hij naaide twee wollen dekens aan elkaar en bracht onderaan een waterdichte rubberoplossing aan. Deze laatste was een ontdekking van Charles Macintosh. Het werd een mislukking omdat de onderlaag vol condensatie kwam te staan. Hierdoor werd dit model niet in productie genomen.
De uit Wales afkomstige ondernemer Pryce Pryce-Jones was de eerste die een commercieel model van slaapzak op de markt bracht: in 1876 nam hij een patent op de Euklisia. In 1877 bestelde het Russische leger hiervan meteen al 60.000 stuks. Ondanks de grootschalige productie werd van dit model geen enkel exemplaar bewaard. Op basis van het originele patent maakten medewerkers van onder meer de BBC Wales in samenwerking met enkele andere organisaties in 2010 een nieuw exemplaar van de Euklisia. Dit exemplaar werd geschonken aan een museum in Newtown, waar de Euklisia oorspronkelijk gemaakt werd.
In 1942 voerde het Amerikaanse leger de M-1942 in: de eerste mummieslaapzak met een kap, waarin men zich helemaal kon afsluiten. Zeven jaar later werd de M-1949 geïntroduceerd: een mummieslaapzak gevuld met dons. Dit model zou in gebruik blijven tot de Vietnamoorlog.

## Gebruikte materialen

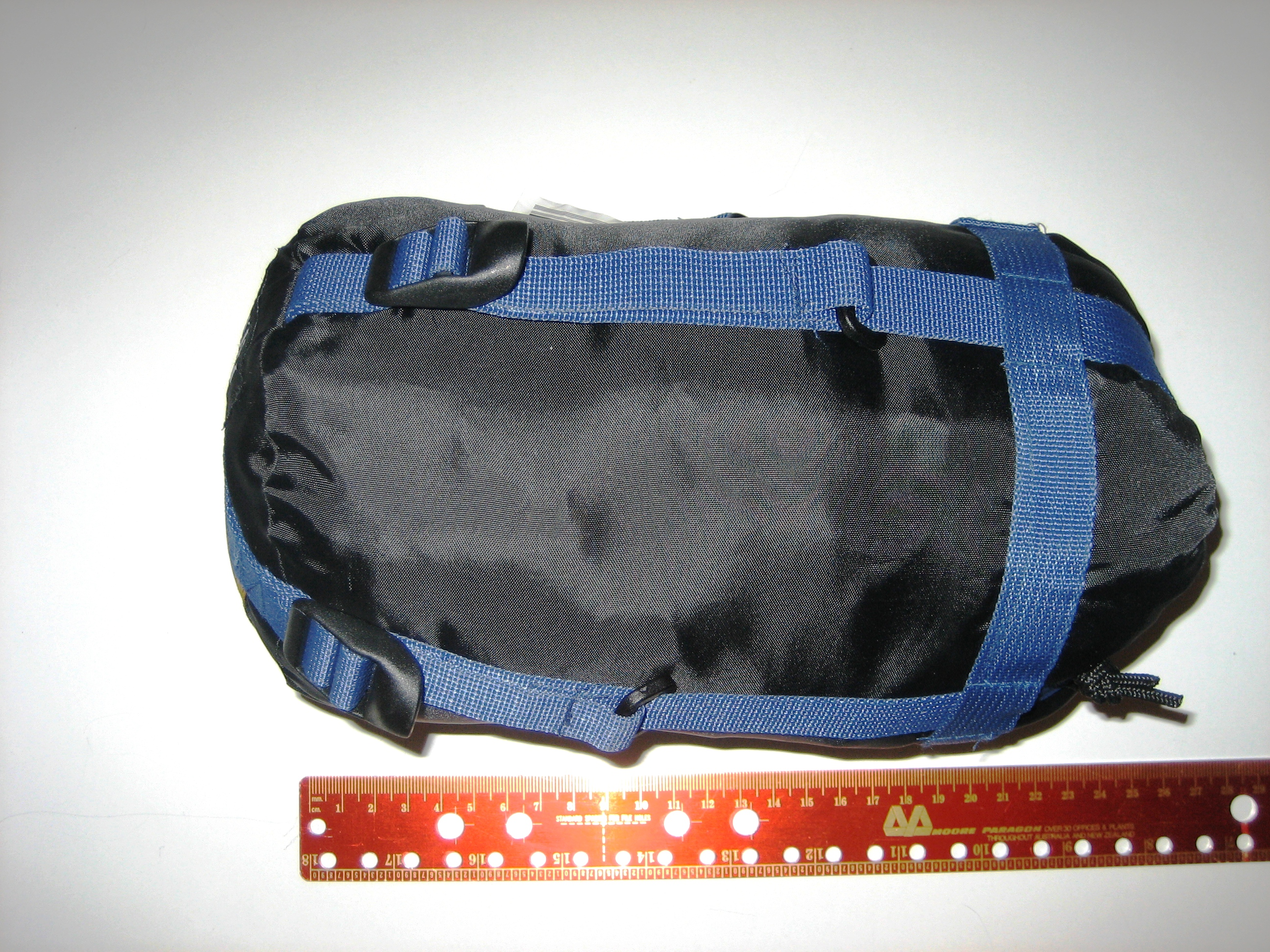
Een compressiezak waarmee een slaapzak van 210 cm x 65 cm naar 23 cm en een doorsnede van 12 cm wordt teruggebracht

Meestal is een slaapzak van speciaal thermisch materiaal, dat een gering gewicht heeft, maar een groot isolatievermogen. Vaak heeft een slaapzak een zogenaamde comforttemperatuur, welke aangeeft tot welke buitentemperatuur de slaapzak comfortabel gebruikt kan worden om te slapen. Fabrikanten kunnen vrijwillig de boven- en ondergrens van hun slaapzak laten bepalen volgens de Europese norm EN13537.
De meest gebruikte materialen voor de tijk (twee doorgestikte lagen) zijn:
- katoen
- diverse soorten kunststof

De vulling kan bestaan uit:
- wol: wol is warm, duurzaam, zorgt voor een goede vochthuishouding, maar is vreselijk zwaar en daarom weinig meer in gebruik.
- dons: dons wordt ervaren als comfortabel, licht en met een goede vochtregulering. Mits juist bewaard is het ook bijzonder duurzaam (in de zin van lang mee gaan). Nadeel is dat het nat niet meer isoleert en nauwelijks weer droog te krijgen is. Donspluk gaat veelal gepaard met dierenleed (een uitzondering daar op is het zogeheten biodons voor dekbedden).[7]
- kunstvezel: zwaarder dan dons, maar veel minder gevoelig voor vocht. De vochthuishouding is minder goed dan dons, waardoor het een "zweterig" gevoel kan geven. Minder ecologisch duurzaam/grotere carbon footprint.
- fleece: fleece is goedkoop en voor een warm klimaat prettig in gebruik, niet erg warm.
- composieten met aluminiumfolie: deze is zeer licht, goed isolerend maar niet vochtdoorlatend en daarom alleen geschikt voor speciale doeleinden zoals bergbeklimmen.

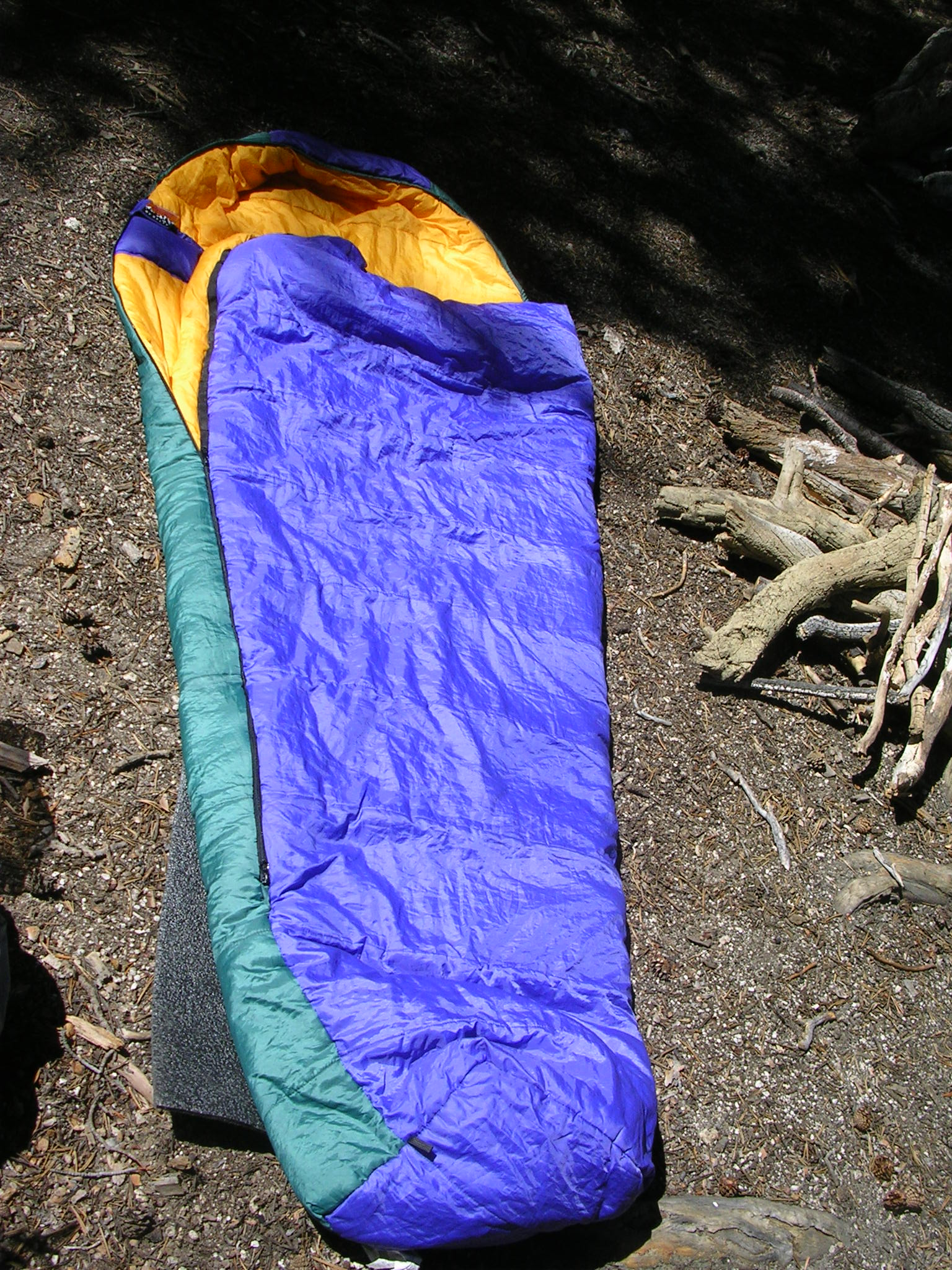
Een "mummie" slaapzak

## Soorten slaapzakken
Er bestaan twee vormen van slaapzak, de envelop en de mummie.
- De envelop/deken is de meest bekende vorm, in principe gewoon een rechthoek. Deze slaapzak is zwaarder en groter ten opzichte van een mummie met dezelfde isolatiewaarde.
- De mummie is een slaapzak die meer naar het lichaam gevormd is. Bij de voeten is deze aanzienlijk smaller dan rond het middel. Dit type slaapzak heeft vaak een capuchon die om het hoofd getrokken kan worden wat ook weer veel warmte vast kan houden. Hoe beter de slaapzak aansluit om het lichaam hoe warmer. In een dekenmodel gaat men liggen, een mummiemodel wordt aangetrokken.